# Indolents
Adjectif en français, quelqu'un d'indolent est une personne qui évite de se donner de la peine.   
Les Indolents sont une catégorie de pécheurs rencontrés dans l'Enfer par Dante Alighieri durant son voyage imaginaire au royaume de l'au-delà raconté dans la Divine Comédie.

## Description

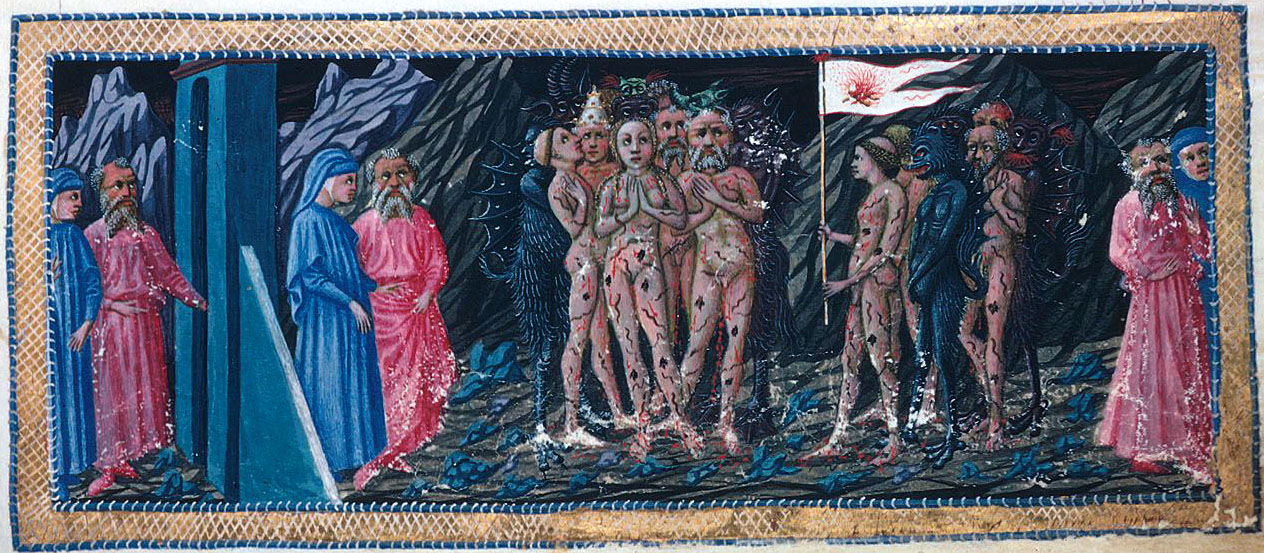
Illustration de la première partie du
Chant III de lEnfer (Divine Comédie),
Priamo della Quercia (XVe siècle)

Dante décrit cette catégorie de pécheurs dans le troisième chant de la première partie du poème en ces termes :

« E io ch’avea d’error la testa cinta,

dissi: "Maestro, che è quel ch’i’ odo?

e che gent’è che par nel duol sì vinta?".
Ed elli a me: "Questo misero modo

tegnon l’anime triste di coloro

che visser sanza ’nfamia e sanza lodo.
Mischiate sono a quel cattivo coro

de li angeli che non furon ribelli

né fur fedeli a Dio, ma per sé fuoro.
Caccianli i ciel per non esser men belli,

né lo profondo inferno li riceve,

ch’alcuna gloria i rei avrebber d’elli".
E io: "Maestro, che è tanto greve

a lor che lamentar li fa sì forte?".

Rispuose: "Dicerolti molto breve.
Questi non hanno speranza di morte,

e la lor cieca vita è tanto bassa,

che ’nvidïosi son d’ogne altra sorte.
Fama di loro il mondo esser non lassa;

misericordia e giustizia li sdegna:

non ragioniam di lor, ma guarda e passa".
E io, che riguardai, vidi una ’nsegna

che girando correva tanto ratta,

che d’ogne posa mi parea indegna;
e dietro le venìa sì lunga tratta

di gente, ch’i’ non averei creduto

che morte tanta n’avesse disfatta.
Poscia ch’io v’ebbi alcun riconosciuto,

vidi e conobbi l’ombra di colui

che fece per viltade il gran rifiuto.
Incontanente intesi e certo fui

che questa era la setta d’i cattivi,

a Dio spiacenti e a’ nemici sui.
Questi sciaurati, che mai non fur vivi,

erano ignudi e stimolati molto

da mosconi e da vespe ch’eran ivi.
Elle rigavan lor di sangue il volto,

che, mischiato di lagrime, a’ lor piedi

da fastidiosi vermi era ricolto. »

— Dante Alighieri, Enfer (Divine Comédie), III 31-69
Vers ainsi traduits par Lamennais :

« Et moi, dont la tête était ceinte d’erreur, je dis : —Maître, qu’entends-je ? et quels sont ceux-là qui paraissent plongés si avant dans le deuil ? Et lui à moi : « Cet état misérable est celui des tristes âmes qui vécurent sans infamie ni louange. Elles sont mêlées à la troupe abjecte de ces anges qui ne furent ni rebelles, ni fidèles à Dieu, mais furent pour eux seuls. Le ciel les rejette, pour qu’ils n’altèrent point sa beauté : et ne les reçoit pas le profond enfer, parce que les damnés tireraient d’eux quelque gloire.
Et moi : — Maître, quelle angoisse les fait se lamenter si fort ? Il répondit : « Je te le dirai très brièvement ; ceux-ci n’ont point l’espérance de mourir, et leur aveugle vie est si basse qu’ils envient tout autre sort. Le monde ne laisse subsister d’eux aucune mémoire : la Justice et la Miséricorde les dédaignent. Ne discourons point d’eux, mais regarde et passe ! »
Et je regardai, et je vis une bannière qui, en tournant, courait avec une telle vitesse, qu’elle me paraissait condamnée à ne prendre aucun repos. Et derrière elle venait une si longue suite de gens, que je n’aurais pas cru que la mort en eût tant défait. Lorsque je pus en reconnaître quelqu’un, je vis et discernai celui qui par lâcheté fit le grand refus. Aussitôt je compris et fus certain que cette bande était celle des lâches, en dégoût à Dieu et à ses ennemis. Ces malheureux, qui ne furent jamais vivants, étaient nus et cruellement piqués par des taons et des guêpes, qui sur leur visage faisaient ruisseler le sang, lequel, tombant à terre mêlé de larmes, était recueilli par des vers immondes. »

— Divine Comédie, Enfer, Chant III - Traduction Lamennais (1883)

## Analyse
Ces damnés sont ceux qui durant leur vie n'agirent ni en bien ni en mal, sans jamais oser prendre parti, se contentant toujours de s'adapter.
Dante les situe dans le Vestibule de l'Enfer parce qu'il les juge indignes aussi bien des joies du Paradis que des peines de l'Enfer à cause de cette incapacité à choisir et à agir soit en faveur du bien soit en faveur du mal. Ils sont contraints à tourner nus éternellement autour d'une bannière anonyme, piqués par des  guêpes et des mouches. Leur sang, uni à leurs larmes, se mélange à la boue de l'Enfer, comme si ces damnés étaient des cadavres ensevelis vivants, leur corps ravagé par les vers.
Dante définit ces âmes comme celles de pécheurs « che mai non fur vivi » (« qui jamais ne furent vivants »). Le profond mépris du poète pour cette catégorie s'explique, d'un point de vue théologique, par l'obligation du choix, selon la religion catholique, entre le bien et le mal. D'un point de vue social, au Moyen Âge, la formation politique et la vie active au sein de la commune sont pratiquement toujours considérées comme des étapes fondamentales et inévitables de la vie du citoyen. L'homme étant essentiellement un être social, celui qui se soustrait à ses devoirs envers la société n'est digne, selon la réflexion dantesque, ni d'admiration ni d'estime.
Dans l'un des tercets, Dante cite sans le nommer, parmi la troupe des « indolents », l'âme d'un personnage qui, dans la vie, par lâcheté et indolence « fece il gran rifiuto » (« fit le grand refus »). Une grande partie des érudits contemporains de l'écrivain identifia ce personnage comme étant le pape Célestin V, lequel, arrivé au trône pontifical en 1294 après une vie d'ermite, renonça au bout de quelques mois à sa charge, favorisant ainsi l'accès au pouvoir de Boniface VIII, pontife  Pontefice fermement méprisé par Dante. Dès le siècle suivant, cette interprétation tomba en disgrâce auprès des critiques et, dès lors, l'identité de l'âme de celui qui « fece il gran rifiuto » généra un important problème d'interprétation donnant lieu à un nombre infini d'hypothèses. Parmi celles-ci se trouve l'identification avec Ponce Pilate, le préfet romain qui, selon les évangiles, refusa de juger le Christ à la suite de sa capture, ou avec Ésaü, qui échangea son droit d'aînesse contre un plat de lentilles. Hypothèses tombant d'elles-mêmes étant donné que Dante, n'ayant jamais « vu » ces personnages, ne pouvait les « reconnaître » dans son Enfer.